# Henrique de Gouveia e Melo
Henrique Eduardo Passaláqua de Gouveia e Melo ComA • GCA • 5 MPSD • 3 MOSD • MTMM • MSMM • MPMM • MPDN • MPCSJ • MTCN • MOCE ( Quelimane, Mozambique, 21 de noviembre de 1960) Almirante de la Armada Portuguesa, es un militar portugués, excomandante naval y actualmente adjunto de Planificación y Coordinación del Estado Mayor de las Fuerzas Armadas, ostenta, además, el cargo de Coordinador de la Task Force del Plan de Vacunación contra COVID-19 en Portugal.

## Carrera profesional
Es hijo de Manuel Henriques Gomes de Frias de Melo e Gouveia, de la Nobleza de la Beira Interior, y su esposa Maria Helena Pereira Passaláqua, de ascendencia italiana. El Vicealmirante Henrique Eduardo Passaláqua de Gouveia e Melo nació en Quelimane, Mozambique, el 21 de noviembre de 1960, y vivió su infancia y adolescencia entre Quelimane, Mozambique, la ciudad de São Paulo, São Paulo, Brasil y finalmente Lisboa, donde cumplió 18 años. En septiembre de 1979 ingresó en la Escuela Naval como Cadete del curso " Carvalho Araújo ". En septiembre de 1984, tras finalizar su curso en Clase de Infantería de Marina, a los 23 años, fue ascendido a Guardia de Infantería de Marina.
Realizó unas práctias de embarque de seis meses en la fragata NRP Roberto Ivens, en 1984, antes de asumir las funciones de Oficial Inmediato de NRP Save, por un año, de 1984 a 1985.
Se incorporó voluntariamente a la Flotilla  de Submarinos a los 24 años, en septiembre de 1985, donde navegó en los submarinos NRP Albacora, NRP Barracuda y NRP Delfim, habiendo ejercido en los primeros años y hasta 1992 diversas funciones operativas como oficial de guarnición y posteriormente como Oficial Inmediato en los submarinos NRP Albacora y NRP Barracuda . Durante su larga estancia en el Escuadrón de Submarinos, que en esta etapa finalizaría en 2002, también tuvo la oportunidad de comandar los submarinos NRP Delfim y NRP Barracuda, encabezar el Servicio de Capacitación y Evaluación del Escuadrón de Submarinos y el Estado Mayor de la Autoridad Nacional para el Control de Operaciones Submarinas (SUBOPAUTH).
Tras un período de 3 años como Relaciones Públicas y Portavoz de la Armada, y una participación decisiva en el proyecto de la nueva clase de submarinos, llegó al mando, entre 2006 y 2008, de la fragata NRP Vasco da Gama (F330) .

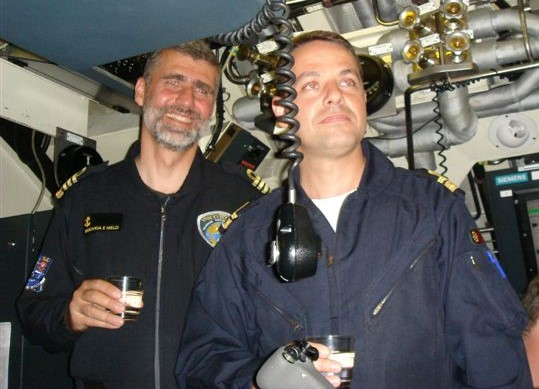
V.-Adm. Gouveia e Melo a bordo del NRP Tridente con CTEN Frutuoso, 1. ° Comandante del submarino, durante una fase de prueba, cumpliendo la tradición submarina de degustar el agua salada tomada a la cota máxima de la prueba.

Acabadas estas misiones en el mar, el Almirante Gouveia e Melo regresó al entorno que constituye su gran pasión, el Escuadrón de Submarinos, nuevamente como su Comandante, para liderar el ambicioso proyecto de transformación y reconstrucción del mismo, permitiéndole recibir y apoyo para nuevos submarinos. Fue en esta etapa, debido al fallecimiento del Comandante del submarino NRP Tridente, cuando volvió a embarcarse como responsable de pruebas y operaciones durante el primer año de vida de esta nueva unidad, período de garantía posterior al buque. fue recibido en Portugal. Antes del ascenso a Oficial General, se convirtió en 2.º Comandante de la Flotilla de Buques, Director de Faros y Director del Instituto de Socorro a Náufragos .
A lo largo de su carrera, realizó varios cursos, entre ellos la especialización en Comunicaciones y Guerra Electrónica, el " Curso Internacional de Seguimiento de Submarinos Eléctricos Diésel " en Norfolk, Virginia, en los Estados Unidos de América, el Curso de Guerra Naval General, un Postgrado en " Guerra de la Información "en la Universidad Autónoma, el Curso Complementario de Guerra Naval y finalmente el Curso de Promoción a Oficial General en el Instituto de Estudos Superiores Militares .
Tras ser ascendido a Contraalmirante en abril de 2014, fue Jefe de Estado Mayor del Almirante Jefe de Estado Mayor de la Armada hasta noviembre de 2016 y, por un breve período, el 2. º Comandante Naval, actuando como suplente en las funciones de Comandante Naval, hasta enero de 2017. En esa fecha, con el ascenso a Vicealmirante, comenzó a ejercer las funciones de Comandante Naval, período durante el cual ejerció, en acumulación, las funciones de Comandante de la Fuerza Naval EUROMARFOR, que incluye portugués, español, francés y Equipos italianos.
Desde enero de 2020 es Adjunto para la Planificación y Coordinación del Estado Mayor de las Fuerzas Armadas, función que, desde el 3 de febrero de 2021, comenzó a acumular con las de Coordinador de la Fuerza de Tarea para combatir COVID-19. .

## Intereses
El vicealmirante Gouveia e Melo, además de los submarinos y el mar, es un apasionado del mundo de las matemáticas, la física y la informática.

## Condecoraciones
A lo largo de su carrera, también ha sido distinguido con varios premios: Comandante (3 de junio de 2004) y Gran Cruz (20 de agosto de 2021) de la Orden Militar de São Bento de Avis, tres Medallas Militares de Oro por Servicios Distinguidos., cinco medallas militares de plata por servicios distinguidos, 1.ª medalla. 1.ª Clase de Mérito Militar, Medalla de 2. 1.ª Clase de Mérito Militar, Medalla de 3. 1.ª Clase de Mérito Militar, Medalla de 1. 1.ª Clase de Defensa Nacional, Medalla de 1. Primera Clase de la Cruz de San Jorge, Medalla de 3. Primera Clase de la Cruz Naval, Medalla de Oro Militar de Comportamiento Ejemplar, Gran Oficial de la Orden del Mérito Naval de Brasil, Medalla al Mérito Tamandaré de Brasil, Comandante de la Orden del Mérito Marítimo de Francia, Medalla de Participación en la Operación Sharp Guard .

## Publicaciones y ensayos
- Manual de técnicas de seguimiento pasivo e información de combate - 1994;
- Manual de información de combate y tácticas submarinas, 1995-1998;
- Manual del curso para comandantes, 1998-2002;
- Submarinos del siglo XXI - Anales, 1998;
- Doctrina de Relaciones Públicas de la Marina - 2005;
- Manual para periodistas - 2005;
- Plan Estratégico de Comunicación de la Marina - 2005;
- Al mando en el mar - Cadernos Navais - 2007;
- Por qué submarinos - 2009;
- El desarrollo del Océano Atlántico, Norte-Sur - OSM 2012; m
- Seguridad Portuaria, Causas y Efectos de la Inseguridad Marítima - OSM - 2013;
- El papel de las empresas privadas de seguridad marítima en la piratería - Marina - mayo de 2017;
- Concepto de operaciones de incursiones anfibias ligeras y rápidas, 2017;
- Una Marina útil y mínimamente significativa para el siglo XXI - Cadernos Navais - 2019;
- Cyberdefense - Revista Nación y Defensa, 2020.